# Liga de Arquitectura de Nueva York
La Liga de Arquitectura de Nueva York es una organización sin ánimo de lucro "para el trabajo creativo e intelectual en arquitectura, urbanismo y otras disciplinas afines".
La Liga se remonta a 1881, cuando Cass Gilbert organizó una serie de reuniones en el Salmagundi Club dirigidas a jóvenes arquitectos. En los primeros años, los miembros se turnaban para resolver problemas en planos con soluciones que luego eran revisadas por arquitectos ya consolidados. En 1886 fue retomado por el arquitecto Russell Sturgis con actividades que incluían exposiciones, conferencias, cenas, excursiones y concursos-exposiciones anuales.
En 1934, la liga autorizó que las mujeres también pudieran convertirse en miembros; Nancy Vincent McClelland fue la primera de muchas mujeres en unirse.
Durante su historia, muchos de los más destacados arquitectos de Nueva York han sido presidentes de la Liga, incluyendo a George B. Post, Henry Hardenbergh, Grosvenor Atterbury, Raymond Hood, Ralph Walker, Wallace Harrison, y más recientemente, Ulrich Franzen, Robert A. M. Stern, Frances Halsband, Paul Byard, Walter Chatham, y Frank Lupo. La presidenta durante 2016-2017 fue Billie Tsien.
La Liga ha ido ampliando su colaboración a otras artes. Se aceptan como miembros a muralistas y escultores y algunas de sus exposiciones anuales han incluido secciones de arquitectura del paisaje, pintura, escultura y artes decorativas.

## Nuevas Voces
Desde 1982, la Liga ha organizado Nuevas Voces (Emerging Voices), unos concursos anuales dirigidos a arquitectos y diseñadores de América del Norte que cuenten con un "conjunto de obras significativas ya realizadas que no solo representen lo mejor de su clase, sino que también respondan de manera creativa a  las grandes cuestiones de la arquitectura, el paisaje y el entorno construido."

## El Premio de la Liga de Arquitectura
El Premio de la Liga de Arquitectura es uno de los premios más prestigiosos para jóvenes arquitectos y diseñadores de América del Norte. El Premio, creado en 1981 y conocido entre 1981 y 2009 como Foro de Jóvenes Arquitectos (Young  Architects Forum), reconoce obras ejemplares y provocativas de jóvenes profesionales y les proporciona un foro público para el intercambio de ideas. Cada año, la Liga de Arquitectura y el Comité de Jóvenes Arquitectos + Diseñadores (un grupo seleccionado cada año entre los ganadores del Premio de la Liga de ediciones anteriores) organizan un concurso temático. Los seis ganadores, que deben haber terminado sus estudios hace diez años o menos,  son invitados a presentar su trabajo en diversos foros públicos, incluyendo conferencias, una exposición y el sitio web de la Liga.